# Derlingau
Der Derlingau (auch Darlingau) war eine sächsische Gaugrafschaft und ein Teil der sächsischen Provinz Ostfalen.

## Geographische Lage
Der Derlingau lag im heutigen Niedersachsen östlich der Stadt Braunschweig. Durch das Große Bruch bei Oschersleben im Süden war der Derlingau vom Harzgau getrennt und erstreckte sich im Westen bis an die Oker, im Osten bis zum Nordthüringgau. Im Norden grenzten der Heilangau und der Wittingau an den Derlingau.

## Grafen im Derlingau
- Brun, Sohn des Grafen Liudolf in Nordthüringen, Graf im Derlingau 965 (Brunonen)
- Dietrich von Haldensleben, ab 966–985 Graf im Derlingau
- Ekbert, Graf, urk. 14. September 1024, wohl um 1013 Graf im Derlingau (Billunger)
- Liudolf († 1038), Sohn Bruns, wohl um 1031 Graf im Derlingau
- Bernhard; † vor 1069, 1052 Graf im Harzgau und Derlingau sowie in Nordthüringen, 1043–1062 bezeugt (Supplinburger)
- Siegfried II. von Walbeck; † um 1087, Graf im Nordthüringgau und Derlingau